# Sint-Marcellinuskerk (Chokier)

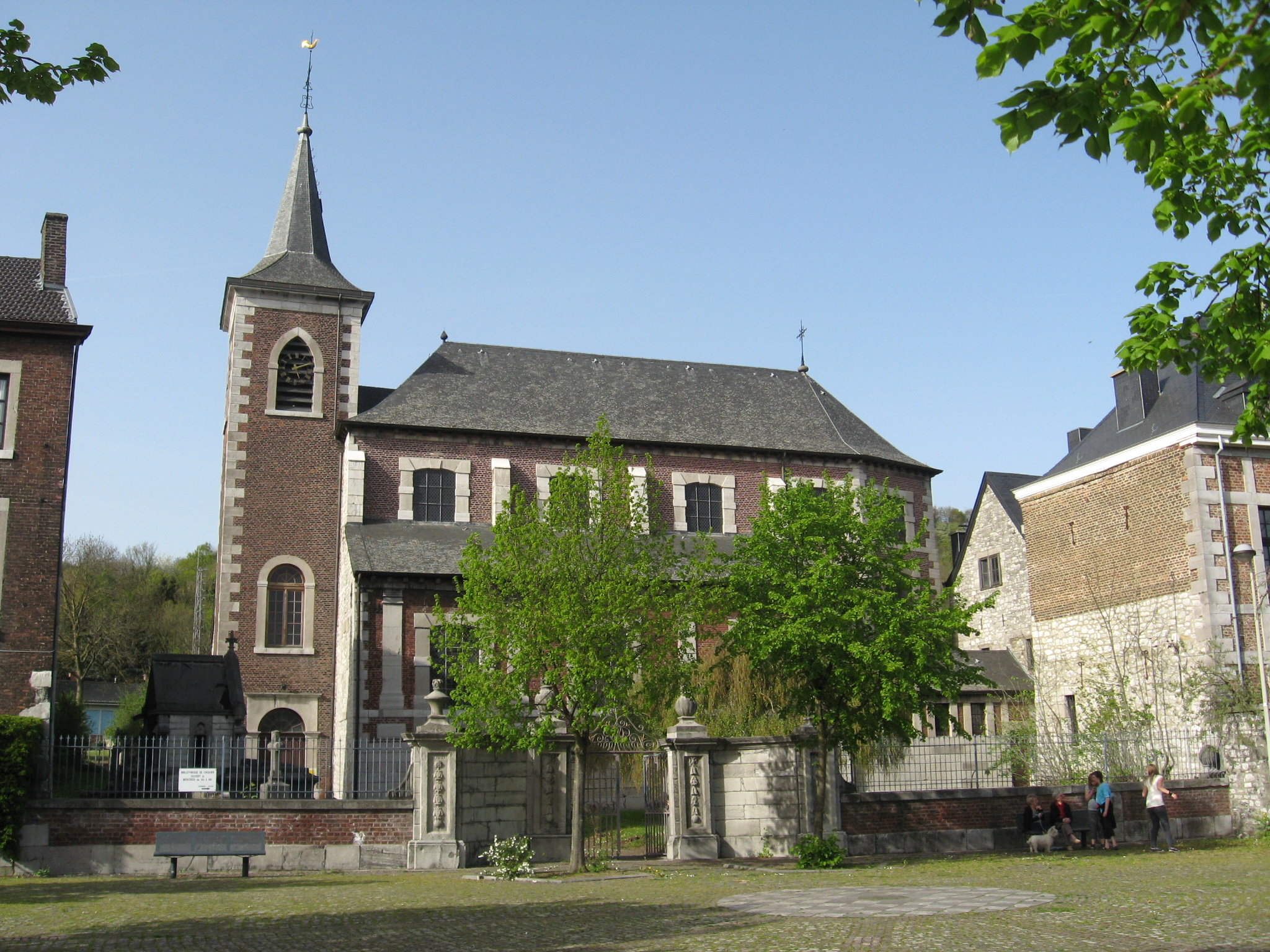
Sint-Marcellinuskerk

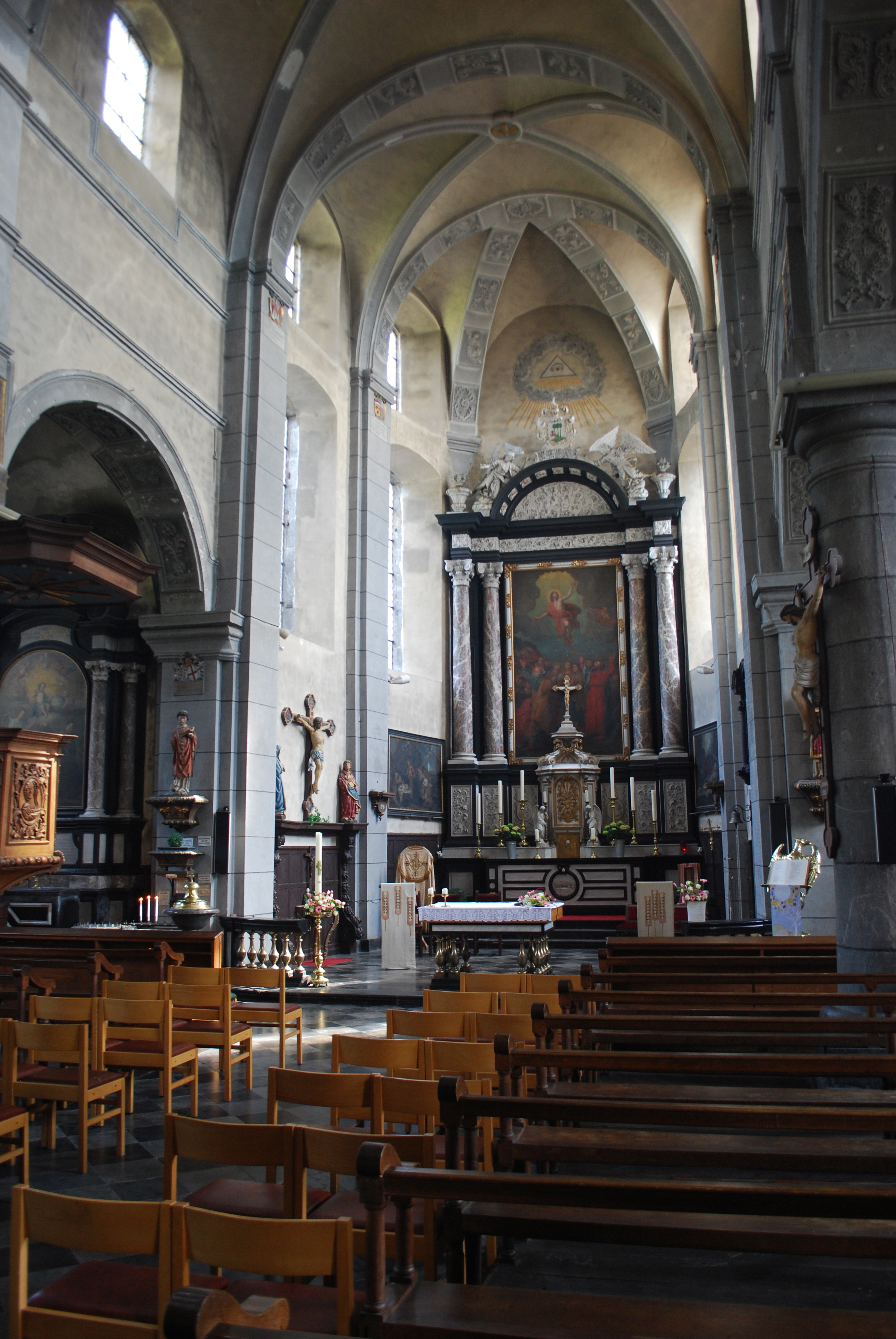
Interieur

De Sint-Marcellinuskerk (Église Saint-Marcellin) is de parochiekerk van Chokier, gelegen in de Belgische gemeente Flémalle.
De kerk is gebouwd in baksteen, met omlijstingen en versieringen in kalksteen. Het driebeukige gebouw, opgericht van 1706-1712, heeft een hoog middenschip en een voorgebouwde toren die in 1838 werd gebouwd en gedekt wordt door een ingesnoerde naaldspits. Het interieur bevat vele gepolychromeerde wapenschilden uit het begin van de 18e eeuw. Ook in de glas-in-loodvensters zijn wapenschilden afgebeeld.
Rond de kerk bevindt zich een ommuurd kerkhof, waarvan het toegangshek vier gebeeldhouwde hardstenen pilaren van 1714 bevat.

## Interieur
De kerk bezit een drietal portiekaltaren uit het eerste kwart van de 18e eeuw. Het noordelijke altaar heeft een beschildering van E. Fisen (1721). Uit dezelfde tijd stammen de eikenhouten preekstoel en de communiebank. De orgelkast is van 1858.
Er is een calvarieberg van begin 17e eeuw; een houten Mariabeeld (15e eeuw); een beeldengroep met Sint-Anna, Maria met Kind, Sint-Petrus, Sint-Marcellinus, Sint-Catharina en Sint-Genoveva in gepolychromeerd hout (16e eeuw); Sint-Antonius van Padua (omstreeks 1700); een engelbewaarder en een Sint-Rochusbeeld (18e eeuw). 
Ook zijn er 18e-eeuwse schilderingen in grisaille door Martin Josef Geeraerts. De klokken zijn van 1719 en 1850.